# Fröknarna Klack
Fröknarna Klack är en svensk barnmusikduo som har spelat in två skivor, Tjåpp Såj Delyx 1994 och Klackarna i taket 1999. Medlemmarna Katarina Olsson och Christel Nilsson började spela ihop 1990
. De har blivit Grammisnominerade för båda sina skivor, båda i kategorin Årets barnskiva .